# Секс по дружбе (телесериал)
«Секс по дружбе» (англ. Friends with Benefits, в оригинале — «Друзья с привилегиями») — американский телесериал, который выходил на канале NBC с 5 августа по 9 сентября 2011 года. Сериал был закрыт и снят с эфира после выхода двенадцатого эпизода из-за низких рейтингов.

## Сюжет
Сериал рассказывает о группе друзей, живущих в Чикаго. В центре внимания — пара друзей с очень интересными отношениями, каждый из которых ищет вторую половинку.

## В ролях
- Райан Хэнсен — Бен Льюис
- Дэннил Харрис — Сара Максвелл
- Джессика Лукас — Райли Эллиот
- Зак Креггер — Аарон Гринуэй
- Андре Холланд — Джулиан «Фитц» Фитцджеральд

## Производство
Сериал «Секс по дружбе» изначально разрабатывался для канала ABC — сценарий пилотного эпизода был представлен в сентябре 2009 года. Канал не дал проекту «зелёный свет», позволив NBC купить сериал. В пилотном эпизоде Фрэн Кранц играл Аарона, а Иэн Рид играл Гуна (ранняя версия Фитца). Сериал был официально заказан 16 мая 2010 года. Изначально проект планировался на межсезонье 2010/11 годов, однако позже премьера была перенесена на лето 2011 года.